# Yun Chi-young
Yun Chi-yeong (coréen : 윤치영, hanja : 尹致暎, né le 9 février 1898 et mort le 9 février 1996) est un résistant et un homme politique sud-coréen. Il était surnommé Dongsan (동산 ; 東山). Yun Chi-yeong était également le demi-oncle de Yun Po-sun (윤보선), le 2e président de la Corée du Sud.
Premier ministre de l'Intérieur de la Corée du Sud d'août 1948 à décembre 1948, il a par la suite été le deuxième ambassadeur de Corée du Sud en France de 1950 à 1951 avant de devenir le 13e maire de Séoul (서울시장) entre 1963 et 1966.